# Escura notostriata
Escura notostriata är en insektsart som beskrevs av Tim R. New 1985. Escura notostriata ingår i släktet Escura och familjen myrlejonsländor. Inga underarter finns listade i Catalogue of Life.